# La Adrada
La Adrada ist ein Ort und eine zentralspanische Gemeinde (municipio) mit 2.796 Einwohnern (Stand: 2024) in der Provinz Ávila in der Autonomen Region Kastilien-León.

## Lage
Der Ort La Adrada liegt in waldreicher Umgebung auf der Südseite des Iberischen Scheidegebirges ungefähr 75 km südlich von Ávila bzw. knapp 100 km westlich von Madrid in einer Höhe von ca. 630 m ü. d. M. Der Río Tiétar, ein Nebenfluss des Tajo, fließt ca. 3 km südlich am Ort vorbei. Das Klima im Winter ist kühl, im Sommer dagegen trotz der Höhenlage durchaus warm; die geringen Niederschlagsmengen (ca. 365 mm/Jahr) fallen – mit Ausnahme der nahezu regenlosen Sommermonate – verteilt übers ganze Jahr.

## Bevölkerungsentwicklung
| Jahr      | 1857 | 1900  | 1950  | 2000  | 2017  |
| Einwohner | 914  | 1.289 | 1.907 | 1.958 | 2.583 |

La Adrada ist eine der wenigen Landgemeinden der Provinz Ávila, deren Bevölkerungszahl im 20. Jahrhundert zugenommen hat.

## Wirtschaft
Das wirtschaftliche Leben von La Adrada ist in hohem Maße forstwirtschaftlich bzw. agrarisch orientiert – früher wurden Getreide, Weinreben etc. zur Selbstversorgung angepflanzt; Gemüse stammte aus den Hausgärten. Viehzucht (früher hauptsächlich Schafe und Ziegen, heute zumeist Rinder) wurde ebenfalls betrieben. Im Ort selbst haben sich Kleinhändler, Handwerker sowie Dienstleister aller Art angesiedelt. Mittlerweile spielt auch der ländliche Tourismus (turismo rural) eine immer bedeutsamer werdende Rolle für das Wirtschaftsleben der Gemeinde.

## Geschichte
Über die ältere Geschichte von La Adrada nichts bekannt; auch keltische, römische und westgotische Zeugnisse fehlen. Im 8. Jahrhundert überrannten die Mauren das Gebiet; von Siedlungen ist jedoch nichts bekannt. Im 11. Jahrhundert wurde die Gegend – wahrscheinlich gewaltlos – von den Christen zurückerobert (reconquista) und wiederbesiedelt (repoblación). In einem Dokument des Jahres 1274 erteilte der Rat der Stadt Ávila die Erlaubnis zur Durchführung von großflächigen Rodungen (roturaciones) im Gebiet von La Adrada. Am 14. Oktober 1393 erteilte König Heinrich III. dem Ort die Stadtrechte (villazgo), doch geriet der Ort im Jahr 1423 unter die Grundherrschaft (señorio) des Konstablers Álvaro de Luna. Ende des 15. Jahrhunderts entstand das Marquesado de La Adrada.

## Sehenswürdigkeiten

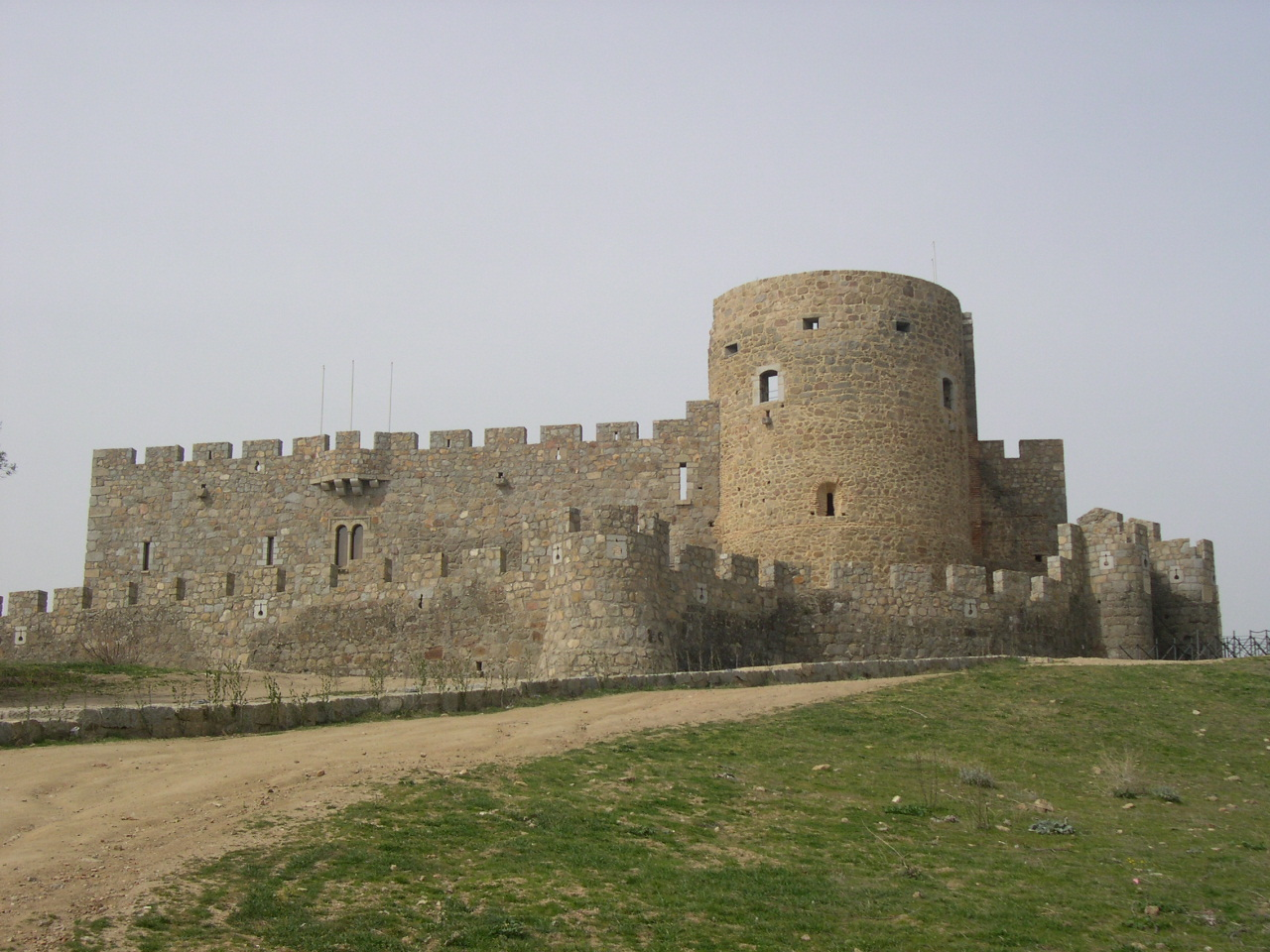
La Adrada – Castillo

- Wichtigstes Bauwerk der Stadt ist die wahrscheinlich um 1400 aus Bruchsteinen erbaute und vergleichsweise gut erhaltene bzw. restaurierte Burg (castillo). Diese verfügt – neben der eigentlichen Burgmauer – über einen äußeren Mauerring mit Zinnenkranz; das dazwischen befindliche Gelände wird „Zwinger“ genannt. Im eigentlichen Burghof sind noch die Ruinen einer gotischen Kirche sowie ein rekonstruiertes Palastgebäude zu sehen.[6][7][8]
- Der restaurierte Stadtplatz (plaza mayor) oder (plaza de la villa) ist ein kleines Schmuckstück; hier stehen das Rathaus (ayuntamiento) mit einem kleinen Glockengiebel (espadaña), ein Brunnen (fuente) sowie weitere repräsentative Gebäude.[9]
- Die schmucklose Iglesia de San Salvador stammt aus dem 16. Jahrhundert und ist im Herrera-Stil erbaut; sie verfügt über einen seitlichen Glockenturm (campanar). Das Kirchenschiff ist gewölbt; das spätbarocke Altarretabel in der Apsis im Stil des Churriguerismus wurde im 18. Jahrhundert hinzugefügt.[10]
- Die Ermita de Nuestra Señora de la Yedra entstand möglicherweise bereits im 13. Jahrhundert; sie wurde jedoch im 16. Jahrhundert  grundlegend umgestaltet. In der Verbindung von Bruchsteinen und Ziegelsteinen sind innen wie außen sind deutliche Mudéjar-Einflüsse erkennbar Ein kleines Meisterwerk ist die von sich kreuzenden Gurtbögen unterfangene Kuppel aus Ziegelsteinen.[11]

Umgebung
- Zwei einbogige Brücken (Puente Mosquea und Puente Mocha) überspannen den Río Tiétar; eine weitere (Puente Chico) quert den Bach Cercá. Sie werden von einigen als „Römerbrücken“ tituliert; wahrscheinlicher ist jedoch eine Erbauung im Mittelalter oder in der frühen Neuzeit.[12]